# Antonio Andriolo
Antonio Andriolo (Bassano del Grappa, 6 agosto 1914 – El Alamein, 4 novembre 1942) è stato un militare italiano, decorato con la medaglia d'oro al valor militare alla memoria nel corso della seconda guerra mondiale.

## Biografia
Nacque a Bassano del Grappa nel 1914. Di professione operaio meccanico fu arruolato nel Regio Esercito per svolgere il servizio militare di leva nel febbraio 1935, assegnato all'arma di artiglieria, in forza al 3º Reggimento artiglieria celere della Divisione celere "Amedeo di Savoia Duca d'Aosta". Dopo l'entrata in guerra del Regno d'Italia fu richiamato in servizio, in seguito alla mobilitazione generale, nel dicembre 1940, assegnato al 27º Reggimento artiglieria da campagna "Legnano". Nell'agosto 1941, dietro sua domanda, fu trasferito alla specialità paracadutisti frequentando il corso a Tarquinia ed ottenendo il brevetto nel dicembre dello stesso anno. Assegnato al 186º Reggimento della 185ª Divisione paracadutisti "Folgore", entrò in servizio nella compagnia comando del VII Battaglione, agli ordini del maggiore Carlo Marescotti Ruspoli di Poggio Suasa, con cui partì per l'Africa Settentrionale Italiana nel luglio 1942. Divenuto comandante di una squadra mortai da 81 mm, cadde in combattimento il 4 novembre 1942 durante la seconda battaglia di El Alamein. Per onorarne il coraggio gli fu assegnata la Medaglia d'oro al valor militare alla memoria.

### Fonti
1. 1 2 3 4  Gruppo Medaglie d'Oro al Valor Militare 1965, p. 110.
2. 1 2 3 4  Combattenti Liberazione.
3. ↑   ANDRIOLO Antonio, Medaglia d'oro al valor militare, su quirinale.it.